# Harold Pied-de-Lièvre
Pour les articles homonymes, voir Harold.
Harold Pied-de-Lièvre, né vers 1015, mort le 17 mars 1040, est régent en 1035 puis roi d'Angleterre de 1037 à 1040.

## Biographie
Fils de Knut le Grand, roi d'Angleterre et du Danemark, et de son épouse more danico Ælfgifu de Northampton, il doit son surnom de « Pied-de-Lièvre » (Harefoot) à sa rapidité et à ses talents de chasseur.
Atteint par la maladie, Knut le Grand meurt à Shaftesbury dans le Dorset le 12 novembre 1035. Son empire est disloqué, réparti entre ses fils.
En tant que fils de Knut et de son épouse Emma de Normandie, le jeune demi-frère d'Harold, Harthacnut, est l'héritier légitime des deux trônes d'Angleterre et du Danemark. Le royaume danois étant menacé d'invasion par le roi Magnus Ier de Norvège et le roi Anund Jacob de Suède, cela empêche Harthacnut de faire voile pour l'Angleterre pour y assurer sa position. En l'absence de son demi-frère, Harold s'empare du pouvoir effectif en Angleterre en 1035 avec l'appui de Léofric de Mercie. Les magnats d'Angleterre  étaient favorables à l'idée d'installer temporairement Harold Pied-de-Lièvre comme régent ou monarque conjoint, en raison de l'absence d'Harthacnut, et malgré l'opposition de Godwin de Wessex et de la reine Emma, il porta finalement la couronne en 1036. Il y a une certaine controverse dans les sources primaires (la Chronique anglo-saxonne) au sujet du rôle initial d'Harold. Les versions E et F le mentionnent comme régent, les autres comme co-dirigeant. 
En conflit avec son frère, Harold s'autoproclame roi d'Angleterre en 1037. Son règne est associé à l'aveuglement et la mort d'Alfred, fils d'Emma et d'Æthelred le Malavisé, le 5 février 1036 ou 1037, lorsqu'il revient en Angleterre avec son frère Édouard, peut-être dans le but de s'emparer du trône. Harold Ier Pied-de-lièvre exile Emma de Normandie à Bruges. Harold ne se marie pas, mais a un fils illégitime, Ælfwine Haroldsson (en), qui devient moine sur le continent. 
Harold meurt à Oxford en mars 1040, alors que Harthacnut se prépare à envahir l'Angleterre. Il est inhumé à Westminster, mais son demi-frère fait exhumer son corps et le fait jeter dans un marais de la Tamise. Son corps est récupéré par des soldats de la garnison danoise et inhumé à nouveau dans leur cimetière.